# 稲荷塚古墳
稲荷塚古墳（いなりづかこふん）は、東京都多摩市百草にある、古墳時代後期（7世紀前半）の古墳。
東京都指定文化財（史跡）に指定されている。

## 概要
江戸時代は稲荷塚古墳の東側に資福院という寺院があったが、明治初年に神仏分離令などの廃仏毀釈により、墳丘上に恋路稲荷神社という稲荷神社が建てられた。その際に古墳上部が著しく削平され、天井石もほとんど取り去られて、遺跡とその周囲はかなり改変をうけた。石室も盗掘され、遺物なども持ち去られたと伝えられる。
1952年（昭和27年）11月、多摩市立多摩中学校の教諭が中心となり、東京国立博物館の技官も加わって発掘調査が行われた。作業には多摩中学校の生徒も参加した。当時は石室の天井石は露出していたが、墳丘や石室が遺存していることと、調査により石室の構造が解明され、胴張複室構造であることが判明したため、翌1953年に東京都指定文化財に指定された。
1950年代の調査以来、円墳とみなされてきたが、1980年代から1990年代前半にかけて行われた再調査の結果、従来は東日本では確認されていなかった八角墳であることが判明した。
築造時期は7世紀前半（古墳時代後期）と推測されている。石室は既に盗掘されていたため被葬者は不明である。
石室は以前は公開されていたが、現在は石室の保護のため埋め戻されており、色違いのブロックなどで石室の位置や形、大きさが分かるようにしてある。
都内の7世紀代の古墳としては、同じ南多摩地区の八王子市にある北大谷古墳に次ぐ大きさである。北大谷古墳は稲荷塚古墳周辺の古墳群とは距離が離れており、相互の関連性は不明ではあるが、石室の構造や築造時期など共通点が多い。
多摩センター駅近くにあるパルテノン多摩の歴史ミュージアムでは、パネルでの稲荷塚古墳の紹介以外に、稲荷塚古墳の石室の復元模型や切り取った石室の床の一部などを展示している。

## 特長
稲荷塚古墳の全長は38メートルで周囲には幅2メートルの周溝がある。墳丘の全長は34メートルで2段構造になっている。高さは4メートルほどあったと思われるが、恋路稲荷神社を建てる際に2段目が削られ、現在は半分ほどになっている。
石室の全長は約7.7メートルで、羨道部（長さ約1.6メートル、幅1.2メートル）、前室（長さ約2.3メートル、幅1.7メートル）、玄室（長さ約3.8メートル、幅3メートル）の3室からなる横穴式石室である。石室は凝灰岩の切石を組み合わせて積み上げられた構造で、玄室の奥壁には高さ1.6メートル、幅1.2メートルの一枚石が使用され、玄室と前室の間には高さ1.7メートルの門柱石など巨大な石が使用されている。前室と玄室の壁は三味線の胴のようにカーブしており、胴張複室構造（子宮のような形）と呼ばれる精巧な技術で造られており、古墳の構造から朝鮮半島からの渡来人の技術によって築造されたと推定されている。
石室の床にはベンガラ（酸化鉄）と呼ばれる赤色の粉が撒かれており、その上に円礫と呼ばれる握りこぶし程の石が敷石として散りばめてある。
八角墳はかつて、7世紀中頃以降の天皇陵（天智天皇陵、天武天皇・持統天皇陵など）の形式と考えられていたが、東日本では稲荷塚古墳の確認に続き、群馬県藤岡市の伊勢塚古墳、群馬県吉岡町の三津屋古墳、山梨県笛吹市（旧東八代郡一宮町）の経塚古墳と確認が続いたため、八角墳に対する見方を変えることとなった。日本全国でおよそ15万基造られた古墳のうち、八角墳は15例ほどしかない。

## 時代背景
『日本書紀』には「安閑天皇元年（534年）、武蔵国の国造（武蔵国造）である笠原直使主の地位を奪うため、南武蔵の小杵は上毛野国の小熊の力を借りて、笠原直使主を殺害しようとした。しかし笠原直使主は大和朝廷と結び小杵を破った（武蔵国造の乱）。この結果、笠原直使主は大和朝廷から武蔵国造家であることを認知され、その際、笠原直使主は「横渟」「橘花」「多氷」「倉樔」の4ヶ所を屯倉として献上した」という記述がある。この中の「多氷屯倉」（たひのみやけ・おおいのみやけ、歴史的仮名遣：おほひのみやけ）を現在の東京都多摩地域とする見解がある。

## 和田古墳群
多摩川の南側にあたる大栗川（多摩川支流）両岸には「和田古墳群」と呼ばれる古墳群がある。大栗川の東側には稲荷塚古墳のほか、臼井塚古墳、庚申塚古墳、塚原古墳群があり、大栗川の西側には中和田横穴墓群、日野市万蔵院台古墳群がある。ほとんどが古墳時代後期にあたる6世紀中頃から7世紀中頃を中心に築造された古墳である。古墳以外に古墳時代の住居跡や土器なども多数出土している。
都内でも有数の古墳群のひとつであるが、その古墳のほとんどは墳丘が削平され、墳丘が確認できる古墳は少数となっている。周辺は未調査の区域も多く、今後古墳の数が増える可能性は高い。
臼井塚古墳
稲荷塚古墳から西方100m付近には臼井塚古墳があり、築造時期は稲荷塚古墳と同じ7世紀前半で、凝灰岩の切石を用いた胴張複室構造の石室である。石室は稲荷塚古墳よりも小さいが構造は同じである。現在、石室は埋め戻されている。
庚申塚古墳
現在未調査であるが、直径10mの円墳と推測される。石室の一部と思われる河原石が露出している。現在墳頂部に庚申塔が祀られている。
塚原古墳群（つかっぱらこふんぐん）
6世紀中頃から7世紀中頃までの100年間にわたり造られた古墳群である。江戸時代後期の『新編武蔵風土記稿』には「古墳が元禄の頃には40～50基あったが、14、5基に減少した。」とされている。しかし現在までに確認されているのは10基である。川原石を用いた横穴式石室を持つ円墳の古墳群であり、副葬品が多数出土している。
中和田横穴墓群
多摩丘陵最大の横穴墓群で、19基の横穴墓が確認されている。それぞれ、方形単室形、胴張り複室形、台形単室形の横穴墓である。10体分ほどの人骨も出土している。7世紀前半から8世紀初頭までの横穴墓と推測される。副葬品として大刀、鉄鏃、刀子、ガラス玉、土師器坏、須恵器横瓶などがある。
日野市万蔵院台古墳群
河原石を用いた横穴式石室で、3基の古墳が確認されている。1号墳は胴張り単室、2号墳は片袖式単室、3号墳は無袖式長方形単室である。築造時期は6世紀第4四半期（575-600）と推測されている。塚原古墳群と築造時期や石室の構造などが似通っている。

## 概要
- 所在地：東京都多摩市百草1140
- 被葬者：不明
- 築造時期：古墳時代後期（7世紀前半）
- 墳形：八角墳
- 規模：全長約38m・高さ約4m（現在約半分）、周溝幅約2m
- 埋葬部：2段目に切石造りの羨道部・前室・玄室を持つ凝灰岩の複室横穴式石室（全長約7.7m）
- 出土遺物：不明（明治初年の盗掘のため）

## 交通アクセス
京王線聖蹟桜ヶ丘駅より京王バス乗車
- 桜72系統 多摩センター駅行き（一の宮経由）
- 桜73系統 多摩南部地域病院行き（一の宮経由）

いずれも「落川」停留所下車、徒歩7分。